# 熱伝導
熱伝導（ねつでんどう、英語: thermal conduction）は、固体または静止している流体の内部において高温側から低温側へ熱が伝わる伝熱現象。
熱力学第二法則により熱は必ず高温側から低温側に向かう。

## 概要
金属においては、
- 結晶格子間を伝わる振動（フォノン・格子振動）としてのエネルギー伝達
- 伝導電子に基づくエネルギー伝達

の2つの機構があるものと考えられており、電気の良導体は熱の良導体でもある（ヴィーデマン＝フランツ則）。
通常の物質では伝導電子による寄与の方が大きいので、金属は半導体や絶縁体（フォノンが主要な熱伝導の担い手）よりも熱伝導性が良い。しかし、非常に硬いダイヤモンドではフォノンを介した熱伝導性の寄与の方が非常に大きくなる。
固体金属以外では、熱伝導性はその他の固体、液体、気体の順に悪くなる。非鉄素材のゴムや樹脂の熱伝導性は悪いが、酸化アルミニウムなどを熱伝導性の良い金属素材を添加することで向上させることもできる。
なお、固体と運動している流体の間の伝熱現象は熱伝達（convective heat transfer）という。
熱の移動と物質移動（拡散）や電気伝導にはアナロジーが成り立つために化学工学では、伝熱や物質移動を扱う分野を移動現象論と呼んで、類似の取り扱いをする。

## フーリエの法則
単位時間に単位面積を流れる熱流（熱流束密度）を J [W/m2] とし、温度を T とすると、分子論的熱緩和時間より十分長い時間（定常状態と見なせる時間）領域での現象に対して、熱流束密度 J は温度勾配 grad T に比例する。すなわち
{\displaystyle {\boldsymbol {J}}=-\lambda \operatorname {grad} T}
で表される。これはフーリエの法則と言われる。この時の比例係数 λ を熱伝導率（thermal conductivity）という。物質が等方的であればλはスカラーであるが、一般に非等方的3次元系では J と grad T の向きは一致せず、熱伝導率はテンソルで表現される。
単位体積当たりのエネルギー（エネルギー密度）を ρE [J/m3]とすると、エネルギー保存則と連続の方程式より
{\displaystyle {\frac {\partial \rho _{\mathrm {E} }}{\partial t}}=-\operatorname {div} {\boldsymbol {J}}}
の関係が成り立つ（t は時間）。エネルギー密度の増加率は単位体積あたりの熱容量CV [J/m3K]を使って、
{\displaystyle {\frac {\partial \rho _{E}}{\partial t}}=C_{V}{\frac {\partial T}{\partial t}}}
で表現される。以上から、λ を一定かつ等方的とすれば、温度場 T が従う式として
{\displaystyle C_{V}{\frac {\partial T}{\partial t}}=-\operatorname {div} {\boldsymbol {J}}=-\operatorname {div} (-\lambda \operatorname {grad} T)=\lambda \nabla ^{2}T=\lambda \Delta T}
を得る。これは熱伝導方程式（Heat equation）と言われ、拡散方程式の形をしている。λ/CV を熱拡散率（温度伝導率）と言う。
以上の式を1次元に簡略化すると以下のようになる。
- フーリエの法則
{\displaystyle J=-\lambda {\frac {\partial T}{\partial x}}}
- エネルギー保存則
{\displaystyle {\frac {\partial \rho _{E}}{\partial t}}=-{\frac {\partial J}{\partial x}}}
- エネルギー密度の変化と温度変化の関係
{\displaystyle {\frac {\partial \rho _{E}}{\partial t}}=C_{V}{\frac {\partial T}{\partial t}}}
- 熱伝導方程式
{\displaystyle C_{V}{\frac {\partial T}{\partial t}}=-{\frac {\partial }{\partial x}}\left(-\lambda {\frac {\partial T}{\partial x}}\right)=\lambda {\frac {\partial ^{2}T}{\partial x^{2}}}}

ただし、
- ρE ：熱エネルギー密度 [J/m3]
- J ：熱流束密度 [W/m2]
- λ ：熱伝導率 [W/(m・K)]
- CV ：単位体積熱容量 [J/(m3・K)]

である。

## 熱伝導率
一般に、金属の熱伝導は主に伝導電子が担うので、熱伝導率 λ は極低温を除いた温度域では温度 T に比例して大きくなる。一方、絶縁体の熱伝導は主にフォノンが担い、熱伝導率は極低温において温度 T の3乗に比例して大きくなる。ガラス（非晶質）などの熱伝導率は、極低温では温度 T の2乗に比例する。
気体での熱伝導率は温度の上昇により大きくなるが、液体では逆に温度の上昇により熱伝導率は減少する。
ヘリウムが超流動状態になると熱伝導性が非常に高くなる。

## 発熱がある場合
物体に内部発熱 Q [W/m3] がある場合は、上式のうちエネルギー保存則を表す式に項が追加され
{\displaystyle {\frac {\partial \rho _{E}}{\partial t}}=-\operatorname {div} {\boldsymbol {J}}+Q}
となる。したがって、熱伝導方程式は
{\displaystyle C_{V}{\frac {\partial T}{\partial t}}=\lambda \Delta T+Q}
と変更される。